# Califano (album)
Califano è un album musicale di Franco Califano inciso come Califano, pubblicato nel 1990.

## Tracce
1. La nevicata del '56 (Franco Califano, Carla Vistarini, Fabio Massimo Cantini e Luigi Lopez) – 4:11
2. Er traffico (Franco Califano e Vittorio Bezzi – 3:45
3. Pallina mia (Franco Califano, Giampiero Artegiani e Marcello Marrocchi) – 4:11
4. Animali soli (Franco Califano, Carla Vistarini e Luigi Lopez) – 3:58
5. Un amore nato ieri (Franco Califano, Bruno Lauzi e Maurizio Fabrizio) – 3:25
6. Il lupo bianco (Franco Califano, Giampiero Artegiani e Marcello Marrocchi) – 4:09
7. L'indifferenza (Franco Califano, Maurice Vidalin e Gilbert Bécaud) – 4:23
8. America (Franco Califano, Frank Del Giudice) – 3:37
9. Donna io ti amo (Franco Califano, Franca Evangelisti, Fabio Massimo Cantini e Luigi Lopez) – 4:03
10. Via Sistina (Franco Califano e Vittorio Bezzi) – 3:50